# Blomberg (Bayerische Voralpen)
Der Blomberg ist mit 1248 m ü. NHN der Hausberg von Bad Tölz und sowohl bei Einheimischen als auch bei Tagesausflüglern aus der Region ein beliebtes Wanderziel. Er ist durch eine kurze, aber zum Teil steile Wanderung oder mit Hilfe eines Sessellifts erreichbar.

## Lage und Umgebung
Der Blomberg liegt in den Bayerischen Voralpen auf Wackersberger Flur. Auf 1203 m ü. NHN befindet sich das bewirtschaftete Blomberghaus. Außerdem existieren zwei Sommerrodelbahnen (Länge: je ca. 1300 Meter) sowie seit Mitte 2008 ein Kletterwald.
Unmittelbar südlich benachbart ist der 1348 m hohe Zwiesel (auch Zwieselberg). Blomberg und Zwiesel werden als Nachbarberge oft gemeinsam besucht. Ebenso der nahegelegene Heiglkopf, der vom Blomberggipfel ebenfalls leicht zu erreichen ist. Beide Berge können auch mit Kindern bestiegen werden und werden gelegentlich dafür empfohlen.
Zwischen dem Blomberg und dem Rechelkopf befand sich während der Würmeiszeit das Alpentor des Isartalgletschers. Hier zog der Gletscher in einer Höhe von etwa 1000 m ü. NHN durch.

## Blombergbahn
Die Blombergbahn erschließt den Blomberg für vielfältige Freizeitaktivitäten, wie Wandern, Klettern im Kletterwald oder Gleitschirm- und Drachenfliegen. Am 27. Mai 1971 wurde die Doppelsesselbahn eröffnet, 2009 wurde der Lift mit neuen ‚Komfort‘-Doppelsesseln erneuert. Nach Beendigung des Skibetriebs 2014 wurde ein neues Konzept für den Blomberg ausgearbeitet, das sich auf die Winterrodelbahnen und Ganzjahresattraktionen konzentriert. Die Blombergbahn überwindet 517 Höhenmeter, ist 1,8 km lang und befördert 500 Personen pro Stunde.

## Wintersport
Im Winter zieht der Blomberg vor allem Tagesbesucher aus der Umgebung bis München an. Beliebt und daher an Wochenenden entsprechend stark frequentiert ist die 2 km lange Winterrodelbahn von der Mittelstation zur Talstation der Blombergbahn. Der obere Bereich vom Blomberghaus bzw. der Bergstation bis zur Mittelstation ist für Rodler gesperrt. 2014 wurde der Skibetrieb am Blomberg beendet, was auch das Ende von vielen Einrichtungen wie Skischule, Skiverleih, Fun-Park, Skiclubtraining, Skiabfahrt, Zielhang- und Blomberghauslift bedeutete.
Die ehemalige Skipiste Nr. 2 (rot) wird seitdem von der Bergstation ausgehend als markierte, aber nicht präparierte Skiroute (schwarz) auf der bisherigen Trasse weitergeführt. 2015 wurde der Schlepplift am ehemaligen Zielhang und 2018 der Schlepplift am Blomberghaus zum (Winter-)Rodellift umgebaut.